# 野伊都毛鼻鯰
野伊都毛鼻鯰，為輻鰭魚綱鯰形目毛鼻鯰科的其中一種，為熱帶淡水魚，分布於南美洲巴西Gongogi河及de Contas河流域，棲息深度0-2公尺，體長可達4.4公分，棲息在水質清澈、流動且冰涼的溪流或水塘底層水域。

## 扩展阅读
維基物種上的相關：野伊都毛鼻鯰